# Kennedy's Sports Complex
Kennedy's Sports Complex – stadion piłkarski w Liberta, na wyspie Antigua, w Antigui i Barbudzie. Może pomieścić 1000 osób. Posiada nawierzchnię trawiastą.